# Звёздный рикрейсер «Гадлактика»
«Звёздный рикрейсер „Гадлактика“» (англ. Rattlestar Ricklactica) — пятый эпизод четвёртого сезона американского мультсериала «Рик и Морти». Сценарий к эпизоду написал Джеймс Сичильяно, а режиссёром выступил Джейкоб Хэйр.
Название эпизода отсылает к франшизе «Звёздный крейсер „Галактика“».
Премьера эпизода состоялась 15 декабря 2019 года в блоке Adult Swim на Cartoon Network. Эпизод посмотрели около 1,3 миллиона зрителей во время выхода в эфир.

## Сюжет
Пытаясь установить рождественские огни, Джерри падает с крыши. Прежде чем он упадёт на землю, Рик стреляет в Джерри лучом, который делает его легче воздуха на 10 часов, прежде чем сделать его обувь тяжелее воздуха, что делает Джерри невесомым и позволяет ему прыгать выше обычного. Рик и Морти отправляются в приключение, но их корабль ломается в космосе. Во время ремонта за пределами корабля Морти кусает астронавт-змея, которую затем Морти убивает.
Морти пытается искупить смерть змеи, покупая другую змею в зоомагазине и отправляя её на змеиную планету; однако змеи быстро определяют, что она не из их мира. Вскоре появляется робот-змея и атакует Морти, прежде чем другая змея материализуется и защищает его. Появляется всё больше змей, которые попеременно атакуют или защищают Смитов.
Рик объясняет, что действия Морти заставили змей объединиться и изобрести машину времени. Рик и Морти отправляются в современный змеиный Пентагон, чтобы завершить войну, но змеи ещё не завершили машину. Будущие Рик и Морти (с синяком под глазом) появляются с маскировкой и книгой, полной инструкций о путешествиях во времени на змеином языке, а также грубо оскорбляют самих себя в прошлом. Нынешние Рик и Морти отправляются в 1985 год и оставляют книгу в змеином Массачусетском технологическом институте, прежде чем вернуться в настоящее.
Между тем, Джерри теряет одну из своих туфель, пытаясь продемонстрировать свою невесомость, из-за чего беспомощно улетает. Рассуждая, что он либо выживет без помощи, либо обвинят Рика в его смерти, он отвергает попытки Рика и Бет помочь ему. Когда действие невесомости почти проходит, когда он находится высоко над землей, Джерри готовится упасть насмерть, но мимо пролетает самолёт, к которому он прикрепляется. Самолёт разбивается из-за того, что в двигатель влетает змея, но Джерри выживает.
Вернувшись на Землю, на планету обрушивается дождь из путешествующих во времени змей и роботов-змей. Как и планировал Рик, большое количество путешествий во времени привлекает внимание копов времени из «Рика во времени», которые путешествуют во времени и убивают первую примитивную змею, использовавшую инструменты, тем самым предотвращая существование змеиной цивилизации и вызывая исчезновение змей. Джерри оказывается на крыше, утверждая, что был там все время, и включает рождественские огни, прежде чем падает и ломает ногу. Рик излечивает ногу Джерри на 50 %, считая, что он вернулся домой один, но также закрываясь от него дома. Рик и Морти с нетерпением ждут гоголь-моголя, прежде чем их самодовольное будущее грубо напомнит им о необходимости маскировки и заметок о путешествии во времени. Будущие Рик и Морти оскорбляют себя в прошлом, прежде чем уйти, чтобы насладиться гоголь-моголем, в то время как нынешние версии неохотно отказываются от своей работы, в то же время сомневаясь в подлости будущих версий.
В сцене после титров, ожидая встречи со своими прошлыми «я» на планете змей, Морти спрашивает, не забывают ли они что-то. Рик напоминает Морти, чтобы он в следующий раз оставался в машине, прежде чем ударить его кулаком в глаз.

## Отзывы
Зак Хэндлен из The A.V. Club дал эпизоду оценку A, посчитав, что этот эпизод был «лучшим эпизодом сезона (пока) и доставлял удовольствие от начала до конца. Он не делает ничего революционного, это не меняет нашего понимания персонажей, внезапного эмоционального потрясения нет. Но это чертовски смешно — взять базовую предпосылку, невероятно тупую и чертовски умную, и запустить её прямо в землю. Хорошая основная история, и хорошая история Джерри, и несколько второстепенных рождественских тем. Не знаю, как я бы сказал, ожидание того стоило, но моя вера в сериал в значительной степени восстановлена». Джо Матар из Den of Geek поставил эпизоду 5/5, чувствуя, что «первая половина четвёртого сезона Рика и Морти получилась удачной с этим не очень праздничным рождественским эпизодом».